# Krandon (Margadana)
Krandon is een bestuurslaag in het regentschap Tegal van de provincie Midden-Java, Indonesië. Krandon telt 4415 inwoners (volkstelling 2010).